# Dolma Tsering Teykhang
Pour les articles homonymes, voir Dolma (prénom tibétain).
Dolma Tsering Teykhang (tibétain : སྒྲོལ་མ་ཚེ་རིང་བཀྲས་ཁང, Wylie : sgrol ma tshe ring bkras khang ; Dagne (Tibet), 1er juillet 1956) est une enseignante et femme politique tibétaine.

## Biographie
Dolma Tsering Teykhang est née en 1956 à Dagne au Tibet. Ses parents fuient avec elle le Tibet lors du soulèvement tibétain de 1959. Elle fait ses études à l'École centrale pour les Tibétains (CST) de Pachmarhi dans le Madhya Pradesh et à Mussoorie en Inde. Elle obtient son baccalauréat et suit une formation d'enseignante, puis enseigne dans diverses écoles tibétaines pendant 26 ans et reçoit les félicitations du ministère de l'Éducation de l'administration centrale tibétaine. Au cours de ses 17 années passées au CST de Kollegal, elle a travaillé comme secrétaire culturelle du Congrès régional de la jeunesse tibétaine et, pendant ses neuf années au Upper TCV, elle a été élue secrétaire de la TCV Staff Welfare Association. Elle a également été élue présidente des 9e et 10e comités exécutifs du centre U-Tsang. En tant que récipiendaire d'une bourse Fulbright, elle a étudié l'éducation spécialisée en 1992 aux États-Unis. Elle a été élue aux treizième, quatorzième et quinzième parlement tibétain en exil et siège actuellement au comité permanent de la seizième législature tibétaine en exil,.
Elle a visité Paris fin 2017
Elle est actuellement vice-présidente de la 17e assemblée du Parlement tibétain en exil.

## Point de vue
Selon Dolma Tsering Teykhang, après la destruction d’une partie de l’institut bouddhiste de Larung Gar, cinq cents nonnes ont été envoyées en rééducation patriotique, elles auraient été forcées de chanter des « hymnes de loyauté au communisme ».